# Zbójnicki Kopiniak
Zbójnicki Kopiniak (słow. Zbojnícka kopa) – wzniesienie znajdujące się w grani głównej Tatr Wysokich w ich słowackiej części. Należy do grupy Zbójnickich Turni, położonych między masywami Ostrego Szczytu na zachodzie i Małego Lodowego Szczytu na wschodzie. Od Ostrego Szczytu Zbójnicki Kopiniak oddzielony jest szerokim siodłem Białej Ławki, a od Małej Zbójnickiej Turni oddzielają go Zbójnickie Wrótka. Wierzchołek Zbójnickiego Kopiniaka jest stosunkowo rozłożysty, choć mało wybitny. Nie jest dostępny dla turystów i nie prowadzą na niego żadne szlaki.
Najłatwiejsza droga na szczyt prowadzi od Białej Ławki. Pierwszego wejścia turystycznego na wierzchołek Zbójnickiego Kopiniaka dokonano 22 sierpnia 1908 roku, a autorami jego byli Mieczysław Świerz i Tadeusz Świerz.

## Przypisy

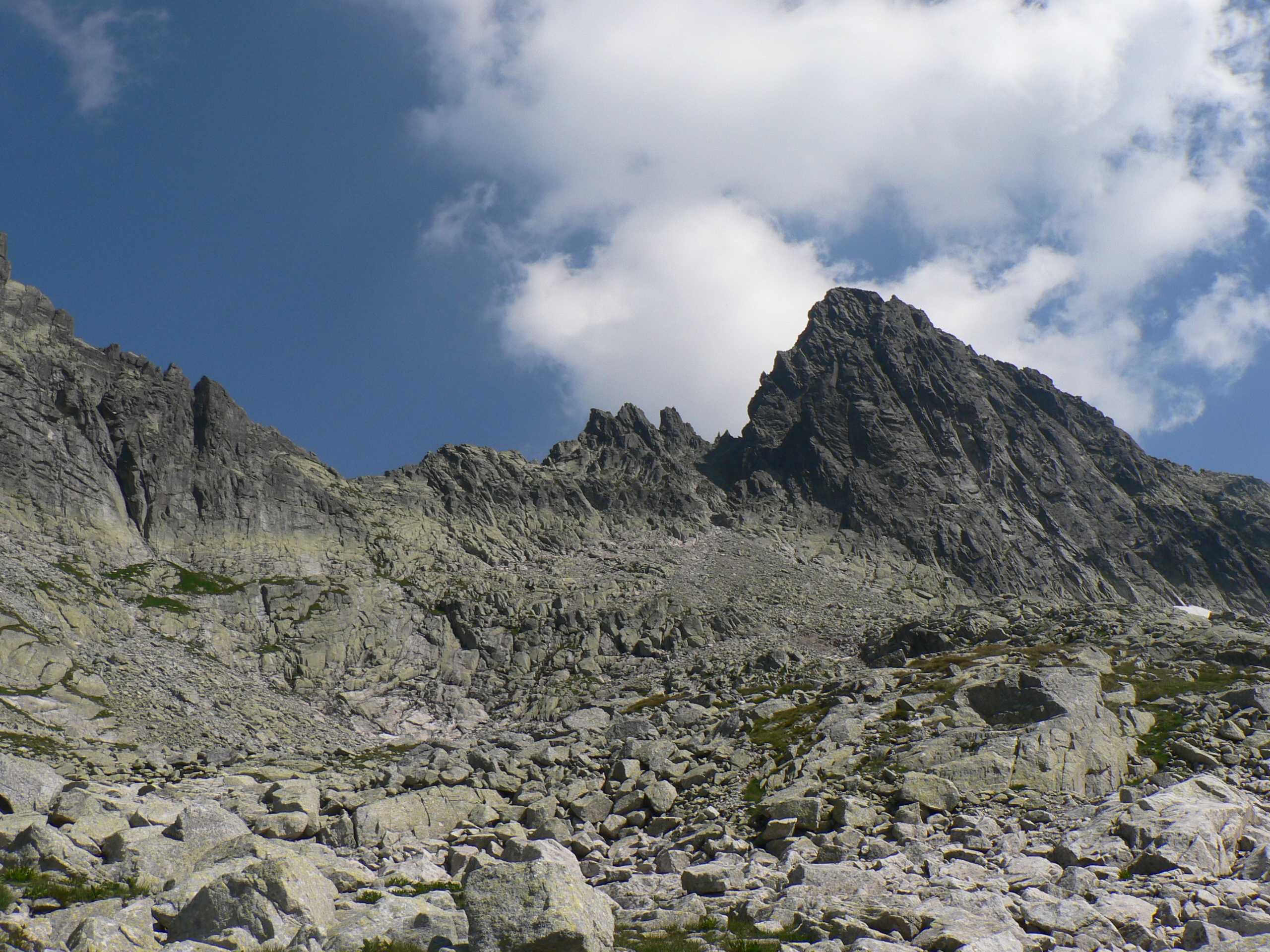
Biała Ławka, Zbójnicki Kopiniak, Zbójnickie Wrótka, Zbójnickie Turnie, Zbójnicka Ławka i Mały Lodowy Szczyt